# Burgred

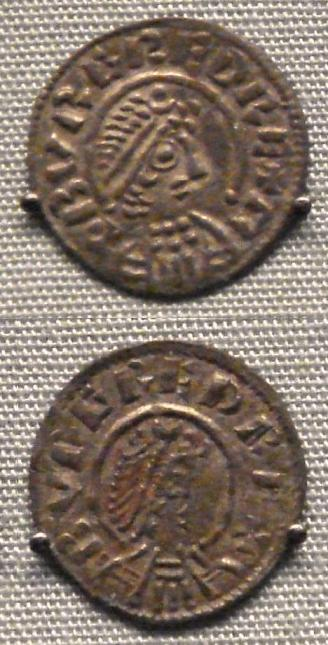
Münzen König Burgreds von Mercia, 852–874.

Burgred (auch Burhred, Burghred; † 880 in Rom) war König des angelsächsischen Königreichs Mercia von 852 bis 874.

## Leben
Im Jahr 852 wurde König Burgred erstmals als Zeuge eines Pachtvertrages zwischen Abt Ceolred von Medhamsted und einem Wulfred genannt.
Im Jahr darauf (853) ersuchte Burgred König Æthelwulf von Wessex um Hilfe bei der Unterwerfung der Briten in Nordwales. Gemeinsam besiegten beide Könige die Waliser und bekräftigten ihr Bündnis dadurch, dass Burgred Æthelwulfs Tochter Æthelswith heiratete.
868 wurden Æthelred von Wessex und sein Bruder Alfred von Burgred gegen Wikinger zu Hilfe gerufen, die in Mercia eingedrungen waren und sich in Nottingham verschanzt hatten. Die Festung war nicht einzunehmen und so wurde Frieden geschlossen. Im folgenden Frühjahr zogen die Wikinger nach York ab. Im Jahr 870 zogen die Wikinger wieder plündernd durch Mercia und brannten unter anderem auch das wohlhabende Kloster Medhamsted nieder. Weitere Überfälle in den folgenden Jahren konnte Burgred nicht mehr abwehren und war nun jährlich zu immer neuen 'Friedensverträgen' mit den Wikingern genötigt.
Burgred nahm im Jahr 872 Ecgberht von Northumbria und Wulfhere, den Erzbischof von York bei sich auf, die von den Northumbriern vertrieben worden waren, wie der Chronist Symeon von Durham berichtet.
873/874 überwinterte die dänische Wikingerarmee aus Lindsey kommend in Repton, dem traditionellen Begräbnisort der mercischen Könige. Burgred floh vor den Dänen nach Rom und diese machten den Ealdorman Ceolwulf II. (874–879) zu ihrem Vasallen-König in Mercia.
Burgred blieb bis zu seinem Tode im Jahr 880 in Rom und wurde dort in der Kirche der Heiligen Maria beerdigt.
Die aus Hortfunden stammenden Münzen aus der Regierungszeit Burgreds verwenden einheitlich die Schreibweise Burgred anstelle des in der Angelsächsischen Chronik verwendeten Burhred.